# آلبرت هکت
آلبرت موریس هکت (انگلیسی: Albert Maurice Hackett; ۱۶ فوریهٔ ۱۹۰۰ – ۱۶ مارس ۱۹۹۵) یک هنرپیشه، و فیلم‌نامه‌نویس اهل ایالات متحده آمریکا بود.
از فیلم‌ها یا مجموعه‌های تلویزیونی که وی در آن‌ها نقش داشته‌است می‌توان به بزن‌بکوب! و مالی ئو اشاره نمود.